# Francesco Alunno
Francesco Alunno, pseudonimo di Francesco del Bailo (Ferrara, 1485 – Venezia, 1556), è stato un grammatico italiano.
La sua opera più importante fu La fabrica del mondo (1548), un vocabolario metodico diviso in 10 libri (Dio, Cielo, Mondo, Elementi, Anima, Corpo, Uomo, Qualità, Quantità, Inferno). È considerato il primo vocabolario metodico del volgare italiano.
Francesco ebbe tra i suoi giovani studenti Marquardo Susanna.

## Opere
- Osservationi sopra il Petrarca (1539)
- Ricchezze della lingua volgare sopra il Boccaccio (1543)
- Glossario del Decameron
- La fabrica del mondo (1548)